# Bandeira de Iguape
A cidade de Iguape, juntamente com o brasão e o hino, constituem os símbolos da cidade de Iguape, estabelecidos por lei de 01 de dezembro de 1992, que dispõe sobre os símbolos municipais.

## Descrição
Art.6º. A bandeira Municipal de Iguape, assim se descreve:
“Tem a Bandeira 2 (dois) módulos na sua largura, por 3 (três) módulos de comprimento, dividida em quatro partes de igual medida, por uma cruz azul, sendo que no centro, estará a Cruz de Cristo, vermelha, com fundo branco; em cada um dos braços da cruz azul, estará uma flor de lis; as quatro partes deverão ter a seguinte coloração, em leitura frontal:
- No canto superior esquerdo: vermelho;
- No canto superior direito: amarelo;
- No canto inferior esquerdo: amarelo;
- No canto inferior direito: vermelho

## Confecção
Art.7º. A Bandeira Municipal poderá ser confeccionada em qualquer tamanho, obedecendo-se, entretanto, rigorosamente as seguintes proporções, poderá ser, outrossim, reproduzida em flâmulas e bandeirolas de papel, desde que, também sejam obedecidas as características anteriormente citadas.
Art.8º. No Departamento de Educação e Cultura, será mantido um livro para registro de todas as Bandeiras Municipais mandadas confeccionar, quer tenham sido por conta do Município, quer por conta de terceiros, determinando-se as datas estabelecidas para as quais foram destinadas, bem como todo e qualquer ato relacionado às mesmas.